# Les Nuits avec mon ennemi
Pour plus de détails, voir Fiche technique et Distribution.
Les Nuits avec mon ennemi (Sleeping with the Enemy) est un thriller psychologique réalisé par Joseph Ruben, sorti en 1991.
Le film est l’adaptation du roman éponyme de Nancy Price, paru en 1987. Il aborde généralement le thème de la violence conjugale, notamment l'emprise psychologique et le viol conjugal.

## Synopsis
Depuis trois ans, Laura (Julia Roberts) et Martin (Patrick Bergin) semblent former le couple parfait, dans leur luxueuse villa au bord de l'océan, dans la péninsule de Cape Cod. En réalité, Martin est extrêmement maniaque et d'une jalousie maladive, sujet à des excès de violence inouïe envers Laura. Celle-ci, décidée à fuir, apprend d'abord à nager, à l'insu de son mari, puis profite d'une sortie nocturne en mer sur le voilier d'un voisin médecin, pour simuler une noyade. Elle est ainsi considérée morte.
Laura est en fait vivante et a émigré dans la ville de Cedar Falls, dans l'Iowa, pour échapper à la violence de son époux. Elle y entame une nouvelle vie sous le nom de Sara Waters et se rapproche aussi de sa mère Chloé, aveugle et placée en maison spécialisée.
Mais rapidement, Martin lève le lièvre, d'abord en recevant les condoléances de la directrice de l'association grâce à laquelle Laura avait pris des cours de natation, puis en retrouvant l'alliance de Laura, qu'elle avait jetée dans les toilettes. Il apprend bientôt que la mère de Laura est elle-même toujours en vie (contrairement à ce que Laura lui avait dit), et que la supercherie de Laura avait donc savamment été calculée. Obstiné, enragé, perspicace, Martin remonte bientôt la piste et retrouve Laura souriante, amoureuse d'un autre homme, Ben Wooward (Kevin Anderson (en)), professeur de théâtre en faculté, doux et prévenant, son total contraire.
Entrant chez elle en catimini, Martin laisse d'abord des traces de son arrivée, plongeant son ex épouse dans une terreur légitime. Quand il apparaît enfin, Laura est désarmée. Ben frappant à sa porte, elle l'éconduit pour sa survie, mais Ben entre en force et se fait assommer par Martin. Finalement Laura réussit à s'emparer du revolver de Martin et le tient en joue tout en appelant la police. Martin ne croit pas qu'elle le fera vraiment et, même, lui confesse qu'il saura passer outre aux injonctions judiciaires, que rien ne l'empêchera de reprendre sa femme. C'est alors que Laura demande au policier qu'elle a au bout du fil, de venir au plus vite, qu'elle vient de tuer un cambrioleur. Martin sait alors qu'il a été pris à son propre piège. Trois coups de feu seront nécessaires à l'expédier mais il trouvera tout de même le temps de récupérer l'arme. Il tente alors de faire feu sur elle sans succès. Laura, laissant là le cadavre, s'emploie à réconforter Ben qui émerge à peine.

## Fiche technique
Sauf indication contraire, les informations mentionnées dans cette section peuvent être confirmées par la base de données cinématographiques IMDb,  présente dans la section « Liens externes ».
- Titre : Les Nuits avec mon ennemi
- Titre original : Sleeping with the Enemy
- Réalisation : Joseph Ruben
- Scénario : Ronald Bass, d'après le roman éponyme de Nancy Price
- Photographie : John W. Lindley
- Montage : George Bowers
- Musique : Jerry Goldsmith
- Direction artistique : Joseph P. Lucky
- Décors : Lee Poll
- Costumes : Richard Hornung
- Son : Jim Bridges et Carl Rudisill
- Producteur : Leonard Goldberg
- Société de production : 20th Century Fox
- Sociétés de distribution[2] : 
  - États-Unis : 20th Century Fox
  - France : AMLF
- Budget : 19 millions de dollars
- Pays d’origine :  États-Unis
- Langue : anglais
- Tournage : du 2 avril 1990 au 22 juin 1990
- Format : couleur - 1,85:1 - 35 mm - son : Dolby
- Genre : drame, thriller
- Durée : 99 minutes (1 h 39)
- Dates de sortie :
  -  États-Unis : 8 février 1991
  -  France : 13 mars 1991
- Accord parental lors de sa sortie en salles en France[3].

## Distribution
- Julia Roberts (VF : Frédérique Tirmont) : Laura Williams Burney / Sara Waters
- Patrick Bergin[4] (VF : Hervé Bellon) : Martin Burney
- Kevin Anderson (en) (VF : Éric Missoffe) : Ben Woodward
- Elizabeth Lawrence (en) (VF : Anne-Marie Haudebourg) : Chloe Williams
- Kyle Secor (VF : Vincent Violette) : Dr John Fleishman
- Claudette Nevins (en) (VF : Nicole Favart) : Dr Rissner
- Tony Abatemarco (VF : Christian Peythieu) : Locke
- Marita Geraghty : Julie
- Harley Venton : Garber
- Bonnie Johnson (VF : Claude Chantal) : Iris Nepper
- Sandi Shackelford : Edna
- Nancy Fish (VF : Monique Mélinand) : la femme dans le bus
- (VF : Laure Sabardin) : la voix au téléphone

 Source et légende : version française (VF) sur RS Doublage et selon le carton du doublage français télévisuel.

## Distinctions
- En 1992, Les Nuits avec mon ennemi a été sélectionné six fois dans diverses catégories et a remporté deux récompenses[7].

### Récompenses et nominations
| Année | Cérémonie                                            | Prix                                                                | Lauréat                   |
| ----- | ---------------------------------------------------- | ------------------------------------------------------------------- | ------------------------- |
| 1992  | Academy of Science Fiction, Fantasy and Horror Films | Nomination au Saturn Award du meilleur film d'horreur               | Les Nuits avec mon ennemi |
| 1992  | Academy of Science Fiction, Fantasy and Horror Films | Nomination au Saturn Award de la meilleure actrice                  | Julia Roberts             |
| 1992  | Academy of Science Fiction, Fantasy and Horror Films | Nomination au Saturn Award du meilleur acteur dans un second rôle   | Patrick Bergin            |
| 1992  | Academy of Science Fiction, Fantasy and Horror Films | Nomination au Saturn Award de la meilleure musique                  | Jerry Goldsmith           |
| 1992  | BMI Film Music Awards                                | Lauréat au BMI Film Music Awards de la meilleure direction musicale | Jerry Goldsmith           |
| 1992  | Yoga Awards                                          | Lauréat du Yoga Award du pire film étranger                         | Joseph Ruben              |